# Joe Colone
Joseph F. "Joe" Colone (Berwick, Pensilvania, 23 de enero de 1924-Woodbury, Nueva Jersey, 1 de julio de 2009) fue un jugador de baloncesto estadounidense que disputó una temporada en la BAA, además de jugar en la ABL. Con 1,96 metros de estatura, jugaba en la posición de alero.

## Trayectoria deportiva

### Universidad
Su trayectoria universitaria la pasó en la Universidad Bloomsburg de Pennsylvania, siendo el único jugador hasta la fecha salido de sus aulas en jugar en la BAA o la NBA.

### Profesional
En 1948 fichó por los New York Knicks, con los que únicamente llegó a disputar 15 partidos, en los que promedió 5,5 puntos.
Posteriormente jugó cuatro temporadas en la  ABL, siendo el máximo anotador de su equipo en 1951 en los Allentown Aces, promediando 17,7 puntos por partido, y en 1952 en los Wilkes-Barre Barons, con 19,5.

#### Estadísticas en la BAA

##### Temporada regular
| Temporada | Edad | Equipo          | Liga | P  | TIT | MIN | TC  | TCA | %TC  | 3P | 3PA | %3P | TL  | TLA | %TL  | R.OF. | R.DEF. | REB | ASIS | ROB | TAP | PER | FP  | PTS |
| 1948-49   | 25   | New York Knicks | BAA  | 15 |     |     | 2.3 | 7.5 | .310 |    |     |     | 0.9 | 1.3 | .684 |       |        |     | 0.6  |     |     |     | 1.7 | 5.5 |
| Total     |      |                 | BAA  | 15 |     |     | 2.3 | 7.5 | .310 |    |     |     | 0.9 | 1.3 | .684 |       |        |     | 0.6  |     |     |     | 1.7 | 5.5 |

##### Playoffs
| Temporada | Edad | Equipo          | Liga | P | MIN | TCA | TC | 3PA | 3P | TLA | TL | R.OF. | REB | ASIS | ROB | TAP | PER | FP | PTS | %TC  | %3P | %FT  | MIN | PTS | REB | AST |
| 1948-49   | 25   | New York Knicks | BAA  | 4 |     | 7   | 30 |     |    | 3   | 6  |       |     | 3    |     |     |     | 13 | 17  | .233 |     | .500 |     | 4.3 |     | 0.8 |
| Total     |      |                 | BAA  | 4 |     | 7   | 30 |     |    | 3   | 6  |       |     | 3    |     |     |     | 13 | 17  | .233 |     | .500 |     | 4.3 |     | 0.8 |